# Tyler Randell
Tyler Randell, född 15 juni 1991, är en kanadensisk professionell ishockeyspelare som spelar för Rochester Americans i AHL.
Han har tidigare spelat på NHL-nivå för Boston Bruins och på lägre nivåer för Belleville Senators och Providence Bruins i AHL, South Carolina Stingrays i ECHL och Belleville Bulls och Kitchener Rangers i OHL.
Randell draftades i sjätte rundan i 2009 års draft av Boston Bruins som 176:e spelare totalt.

## Statistik
| 2006–2007   | Brampton Battalion Minor Midget AAA |             | 63  | 53 | 38 | 91  | 81  | —  | — | — | —  | —  |
| 2007–2008   | Belleville Bulls                    | OHL         | 62  | 5  | 6  | 11  | 24  | 19 | 0 | 0 | 0  | 0  |
| 2008–2009   | Belleville Bulls                    | OHL         | 36  | 10 | 5  | 15  | 60  | —  | — | — | —  | —  |
|             | Kitchener Rangers                   | OHL         | 37  | 14 | 8  | 22  | 39  | —  | — | — | —  | —  |
| 2009–2010   | Kitchener Rangers                   | OHL         | 47  | 9  | 12 | 21  | 88  | 20 | 1 | 4 | 5  | 19 |
| 2010–2011   | Kitchener Rangers                   | OHL         | 68  | 21 | 11 | 32  | 160 | 7  | 0 | 0 | 0  | 7  |
| 2011–2012   | Providence Bruins                   | AHL         | 30  | 2  | 0  | 2   | 45  | —  | — | — | —  | —  |
|             | Kitchener Rangers                   | OHL         | 17  | 9  | 1  | 10  | 21  | 6  | 7 | 1 | 8  | 14 |
| 2012–2013   | Providence Bruins                   | AHL         | 23  | 0  | 0  | 0   | 56  | —  | — | — | —  | —  |
|             | South Carolina Stingrays            | ECHL        | 22  | 2  | 2  | 4   | 46  | —  | — | — | —  | —  |
| 2013–2014   | Providence Bruins                   | AHL         | 43  | 4  | 7  | 11  | 93  | 8  | 1 | 0 | 1  | 6  |
| 2014–2015   | Providence Bruins                   | AHL         | 74  | 11 | 9  | 20  | 120 | 5  | 0 | 0 | 0  | 4  |
| 2015–2016   | Boston Bruins                       | NHL         | 27  | 6  | 0  | 6   | 47  | —  | — | — | —  | —  |
|             | Providence Bruins                   | AHL         | 2   | 0  | 0  | 0   | 0   | —  | — | — | —  | —  |
| 2016–2017   | Providence Bruins                   | AHL         | 59  | 1  | 9  | 10  | 81  | 12 | 0 | 0 | 0  | 20 |
| 2017–2018   | Belleville Senators                 | AHL         | 57  | 3  | 5  | 8   | 94  | —  | — | — | —  | —  |
| 2018–2019   | Rochester Americans                 | AHL         | —   | —  | —  | —   | —   | —  | — | — | —  | —  |
| NHL totalt  | NHL totalt                          | NHL totalt  | 27  | 6  | 0  | 6   | 47  | —  | — | — | —  | —  |
| AHL totalt  | AHL totalt                          | AHL totalt  | 288 | 21 | 30 | 51  | 489 | 25 | 1 | 0 | 1  | 30 |
| ECHL totalt | ECHL totalt                         | ECHL totalt | 22  | 2  | 2  | 4   | 46  | —  | — | — | —  | —  |
| OHL totalt  | OHL totalt                          | OHL totalt  | 267 | 68 | 43 | 111 | 392 | 52 | 8 | 5 | 13 | 40 |